# Pánfilo Escobar
Pánfilo Escobar (Luque, 7 settembre 1974) è un ex calciatore paraguaiano, di ruolo difensore.

## Carriera

### Nazionale
Ha partecipato alla Copa América 2001.